# چوئو، یاماناشی
چوئو در استان یاماناشی در کشور ژاپن واقع شده‌است که دارای جمعیت ۳۱٬۸۷۵ نفر و مساحت ۳۱٫۸۱ کیلومتر مربع با تراکم جمعیت ۱٬۰۰۲ نفر در کیلومترمربع است و در تاریخ ۲۰ فوریه ۲۰۰۶ به عنوان شهر شناخته شد.